# John Patrick (drammaturgo)
John Patrick, pseudonimo di John Patrick Goggan (Louisville, 17 maggio 1905 – Delray Beach, 7 novembre 1995), è stato un drammaturgo e sceneggiatore statunitense.

## Biografia
Nato a Louisville (Kentucky), a 19 anni fu assunto come conduttore della stazione radiofonica KPO di San Francisco. Scrisse oltre 1 300 copioni per il programma radiofonico Cecil and Sally, trasmesso dalla KYA di San Francisco (1928-1929), successivamente dalla KPO (1929-1933) e, dal 1930, dal network NBC. Protagonisti del programma erano lo stesso John Patrick, che cantava, e Helen Troy (1903-1942) che cantava e suonava. Dato in notevole successo della trasmissione Patrick ne trasse una commedia in tre atti che fu portata in tournée dal 26 febbraio 1933 (Fulton Theatre di Oakland) al marzo 1934.
Nel 1935, per la prima volta a Broadway, per 25 repliche, con Hell Freezes Over per la regia di Joshua Logan con George Tobias. Nel 1936 venne scritturato dalla 20th Century Fox come sceneggiatore. Nel 1937 scrisse gli adattamenti per la serie radiofonica della NBC Streamlined Shakespeare.
La sua seconda opera teatrale, The Willow and I, debuttò al Windsor Theatre di New York il 10 dicembre 1942 per 28 repliche, con Gregory Peck e Martha Scott nei ruoli principali. Nel frattempo Patrick aveva raggiunto come volontario l'American Field Service, che forniva assistenza medica all'Esercito britannico, in Egitto, Siria, India e Birmania. Tornato in patria presentò The Hasty Heart all'Hudson Theatre di New York, storia di un generale britannico convalescente in zona di guerra tra Assam e Birmania. Lo spettacolo restò in scena per 204 repliche, dal 3 gennaio al 30 giugno 1945, e consentì a Richard Basehart di ricevere il New York Drama Critics Award come Miglior attore emergente e a John Lund di farsi notare dalla Paramount. Nel 1949 ne fu tratto il film Cuore solitario, per la regia di Vincent Sherman, con Ronald Reagan.
Nel 1953 John Patrick raggiunse l'apice del successo con The Teahouse of the August Moon (La casa da tè alla luna d'agosto), adattamento teatrale dell'omonimo romanzo di Vern Sneider, che debuttò al Martin Beck Theatre di New York, in scena dal 15 ottobre 1953 al 24 marzo 1956 per un totale di 1.027 repliche, per la regia di Robert Lewis, con John Forsythe e David Wayne; premiato con il Premio Pulitzer per la drammaturgia, il Tony Award e il New York Drama Critics' Circle. Nel 1956 scrisse anche la sceneggiatura per il cinema (La casa da tè alla luna d'agosto), regia di Daniel Mann e nel 1970 l'adattamento in musical con il titolo Lovely Ladies, Kind Gentlemen.
Negli anni successivi scrisse altri testi teatrali ma nessuno ebbe il successo di The Teahouse of the August Moon. Numerose anche le sceneggiature, tra cui: Tre soldi nella fontana (Three Coins in the Fountain, 1954), L'amore è una cosa meravigliosa (Love Is a Many-Splendored Thing, 1955), Les Girls (1957), Il mondo di Suzie Wong (The World of Suzie Wong, 1960).
La John Patrick Collection - comprensiva di copioni, sceneggiature, lettere, riviste e manoscritti - è tenuta presso l'Howard Gotlieb Archival Research Center dell'Università di Boston.

## Opere

### Teatro
- Cecil and Sally, Fulton Theatre di Oakland, 26 febbraio 1933
- Hell Freezes Over, regia di Joshua Logan, Ritz Theatre di New York, 28 dicembre 1935
- The Willow and I, regia di Donald Blackwell, Windsor Theatre di New York, 10 dicembre 1942
- The Hasty Heart, regia di Bretaigne Windust, Hudson Theatre di New York, 3 gennaio 1945
- The Story of Mary Surratt, regia di John Patrick, Henry Miller's Theatre di New York, 8 febbraio 1947
- The Curious Savage, regia di Peter Glenville, Martin Beck Theatre di New York, 24 ottobre 1950
- Lo and Behold!, regia di Burgess Meredith, Booth Theatre di New York, 12 dicembre 1951
- The Teahouse of the August Moon, regia di Robert Lewis, Martin Beck Theatre di New York, 15 ottobre 1953
- Good as Gold, regia di Albert Marre, Belasco Theatre di New York, 7 marzo 1957
- Juniper and the Pagans, regia di Robert Lewis, Colonial Theatre di Boston, 10 dicembre 1959
- Everybody Loves Opal, regia di Cyril Ritchard, Longacre Theatre di New York, 11 ottobre 1961
- Everybody's Girl, regia di John Patrick, Albuquerque Little Theatre, 1965-66
- It's Been Wonderful, Albuquerque Little Theatre, settembre 1966
- Scandal Point, Albuquerque Little Theatre, settembre 1967
- Love Is a Time of Day, regia di Bernard Thomas, Music Box Theatre di New York, 22 dicembre 1969
- A Barrel Full of Pennies, regia di John Patrick, Playhouse on the Mall, Paramus (New Jersey), 12 maggio 1970
- Lovely Ladies, Kind Gentlemen, regia di Lawrence Kasha, Majestic Theatre di New York, 28 dicembre 1970
- Opal Is a Diamond, Flat Rock Playhouse, Flat Rock (Carolina del Nord), 27 luglio 1971
- The Savage Dilemma, regia di Bertram Tanswell, Long Beach Community Theatre, 19 maggio 1972
- The Dancing Mice, Berea Summer Theatre, Berea (Ohio), giugno 1972
- Macbeth Did It, Flat Rock Playhouse, luglio 1972
- Anybody Out There?, 1972
- The Enigma, Berea Summer Theatre, 12 giugno 1973
- Opal's Baby, regia di Walter Williamson, Flat Rock Playhouse, 26 giugno 1973
- Roman Conquest, Berea Summer Theatre, 25 luglio 1973
- A Bad Year for Tomatoes, John Patrick Dinner Theatre, North Royalton (Ohio), 15 novembre 1974
- Divorce, Anyone?, John Patrick Dinner Theatre, North Royalton, 1975
- Opal's Husband, Flat Rock Playhouse, 1975
- Noah's Animals, Berea Summer Theatre, 1975
- Suicide, Anyone?, Fortuna Theatre Club, St. Thomas (Isole Vergini), 1976
- People!, John Patrick Dinner Theatre, North Royalton, ottobre 1976
- The Magenta Moth, 1978
- Girls of the Garden Club, regia di Jack B. Winget, Berea Summer Theatre, Berea, luglio 1979
- Opal's Million Dollar Duck, regia di John Patrick, School of Performing Arts, St. Thomas (Isole Vergini), 16 settembre 1979
- That's Not My Father, Fortuna Theatre Club, St. Thomas (Virgin Islands), 1979
- The Doctor Will See You Now, 1981
- The Reluctant Rogue or Mother's Day, 1984
- Cheating Cheaters, 1985
- The Gay Deceiver, 1987

### Rappresentazioni in Italia
- Attimo fermati, sei bello! (Lo and Behold!), regia di Gianfranco De Bosio, Teatro Nuovo di Trieste, 18 marzo 1955
- La casa da tè alla luna d'agosto (The Teahouse of the August Moon), regia di Lucio Chiavarelli, Pavia, 1º ottobre 1955
- La sconcertante signora Savage (The Curious Savage), regia di Lucio Chiavarelli, Teatro Carignano di Torino, 16 marzo 1957
- Il cuore impulsivo (The Hasty Heart), regia di Claudio Fino, Secondo programma Rai, 1º luglio 1963

### Sceneggiature cinematografiche
- Educating Father, regia di James Tinling (1936)
- 36 Hours to Kill, regia di Eugene Forde (1936)
- High Tension, regia di Allan Dwan (1936)
- L'ultima partita (15 Maiden Lane), regia di Allan Dwan (1936)
- Midnight Taxi, regia di Eugene Forde (1937)
- Dangerously Yours, regia di Malcolm St. Clair (1937)
- The Holy Terror, regia di James Tinling (1937)
- Time Out for Romance, regia di Malcolm St. Clair (1937)
- Sing and Be Happy, regia di James Tinling (1937)
- Born Reckless, regia di Malcolm St. Clair e Gustav Machatý (1937)
- One Mile from Heaven,  regia di Allan Dwan (1937)
- Sotto la maschera (Big Town Girl), regia di Alfred L. Werker (1937)
- Up the River, regia di Alfred L. Werker [1938)
- Five of a Kind, regia di Herbert I. Leeds (1938)
- L'ultima nave da Shanghai (International Settlement),  regia di Eugene Forde (1938)
- Battle of Broadway, regia di George Marshall (1938)
- Mr. Moto Takes a Chance, regia di Norman Foster (1938)
- Fuga nel tempo (Enchantment), regia di Irving Reis (1948)
- Schiava e signora (The President's Lady), regia di Henry Levin (1953)
- Tre soldi nella fontana (Three Coins in the Fountain), regia di Jean Negulesco (1954)
- L'amore è una cosa meravigliosa (Love Is a Many-Splendored Thing), regia di Henry King (1955)
- Alta società (High Society), regia di Charles Walters (1956)
- La lunga valle verde (Daniel Boone, Trail Blazer), regia di Albert C. Gannaway e Ismael Rodríguez (1956)
- La casa da tè alla luna d'agosto (The Teahouse of the August Moon), regia di Daniel Mann (1956)
- Les Girls, regia di George Cukor (1957)
- Qualcuno verrà (Some Came Running), regia di Vincente Minnelli (1958)
- Il mondo di Suzie Wong (The World of Suzie Wong), regia di Richard Quine (1960)
- Gigò (Gigot), regia di Gene Kelly (1962)
- La grande attrazione (The Main Attraction), regia di Daniel Petrie (1962)
- L'uomo venuto dal Kremlino (The Shoes of the Fisherman), regia di Michael Anderson (1968)

### Soggetti cinematografici
- Lo strano amore di Marta Ivers (The Strange Love of Martha Ivers), regia di Lewis Milestone (1946)
- Il cerchio si chiude (Framed), regia di Richard Wallace (1947)
- Second Chance, regia di James Tinling (1947)
- Cuore solitario (The Hasty Heart), regia di Vincent Sherman (1949)

### Sceneggiature televisive
- Rebound, episodio The Thief (1952)
- Crown Theatre with Gloria Swanson, 2 episodi (1952-1953)
- Schlitz Playhouse of Stars, episodio Who's the Blonde? (1955)
- Warner Brothers Presents, 2 episodi (1956)
- Il carissimo Billy, episodio Music Lesson (1958)
- David Niven Show, episodio Life Line (1959)
- The 33rd, regia di James Goldstone - film TV (1959)
- Il padre della sposa, episodio Stanley's Suit (1961)
- Hallmark Hall of Fame, film TV: Piccoli miracoli, regia di Jeannot Szwarc (1973)

## Riconoscimenti
- 1946 – Premio Oscar candidatura Miglior soggetto originale per Lo strano amore di Marta Ivers[10]
- 1954 – Premio Pulitzer per la drammaturgia per La casa da tè alla luna d'agosto
- 1954 – Tony Award alla migliore opera teatrale per La casa da tè alla luna d'agosto
- 1954 – New York Drama Critics' Circle miglior opera teatrale per La casa da tè alla luna d'agosto
- 1954 – League of New York Theatres and Producers per La casa da tè alla luna d'agosto
- 1954 – The Theatre Club Award La casa da tè alla luna d'agosto
- 1954 – Aegis Club Award per La casa da tè alla luna d'agosto
- 1954 – Donaldson Awards per La casa da tè alla luna d'agosto
- 1957 – Screenwriters Guild Award per Les Girls
- 1957 – Foreign Correspondents Award per Les Girls
- 2006 – The Bay Area Hall of Fame di San Francisco